# Ольшанка (гмина, Лосицкий повет)
Ольшанка (пол. Olszanka) — сельская гмина (волость) в Польше, входит как административная единица в Лосицкий повет, Мазовецкое воеводство. Население — 3239 человек (на 2004 год).

## Демография
| Перепись                       | Всего   | Всего | Женщины | Женщины | Мужчины | Мужчины |
| ------------------------------ | ------- | ----- | ------- | ------- | ------- | ------- |
| Единицы                        | человек | %     | человек | %       | человек | %       |
| Население                      | 3239    | 100   | 1585    | 48,9    | 1654    | 51,1    |
| Плотность населения (чел./км²) | 37,1    | 37,1  | 18,1    | 18,1    | 18,9    | 18,9    |

## Сельские округа
1. Бейды
2. Болесты
3. Давиды
4. Хадынув
5. Климы
6. Корчувка
7. Корчувка-Колёня
8. Мшанна
9. Нове-Лепки
10. Ольшанка
11. Петрусы
12. Прухенки
13. Радльня
14. Старе-Лепки
15. Шавлы
16. Шидлувка
17. Вычулки

## Соседние гмины
1. Гмина Хушлев
2. Гмина Лосице
3. Гмина Мендзыжец-Подляски
4. Гмина Морды
5. Гмина Збучин